# بروك وليامز (لاعب كرة قدم أمريكية)
بروك وليامز (بالإنجليزية: Brock Williams)‏ هو لاعب كرة قدم أمريكية أمريكي، ولد في 11 أغسطس 1979 في هاموند في الولايات المتحدة.

## وصلات خارجية
- بروك وليامز على موقع مرجع كرة القدم المحترفة.كوم (الإنجليزية)